# Джон Моксли
Джонатан Дейвид Гуд (на английски: Jonathan David Good), със сценични имена Джон Моксли (Jon Moxley) и Дийн Амброуз (Dean Ambrose), е професионален американски кечист и актьор.
Той е бивш шампион на Съединените щати на WWE и задържа титлата 351 дни. Той е част от Щитът със Сет Ролинс и Роман Рейнс от 2012 до 2014 г., и е в главния мач на няколко турнира. Амброуз прави своя филмов дебют във филма 12 Rounds 3: Lockdown (2015).
Гуд е известен с работата си в независимия кеч като Джон Моксли между 2004 и 2011 г. Той работи за Full Impact Pro (FIP), Combat Zone Wrestling (CZW) и Dragon Gate USA, и печели FIP световната титла в тежка категория веднъж и CZW Световната титла в тежка категория два пъти.

## Професионална кеч кариера

### Независим кеч

#### Heartland Wrestling Association (2004 – 2010)
Гуд започва да работи за Лес Тачер в Heartland Wrestling Association (HWA) като тийнейджър, като продава пуканки и оправя ринга, преди да започне да тренира за професионален кечист под ръководството на Тачер и Коуди Ястреба. Използва името Джон Моксли и прави своя дебют през юни 2004. Почти след 1 година в кариерата си Моксли се съюзява с Джими Търнър като Necessary Roughness, и на 11 май 2005, те побеждават отбора на Extreme Desire (Майк Десайн и Так), за да спечелят HWA Отборните титли. След като Куинтан Лий и Ала Хюсеин, които създават отбора Foreign Intelligence, побеждават в Necessary Roughness за HWA Отборните титли, Москли се съюзява с Рик Бърн в отбор, който е известен като Heartland Foundation. Foreign Intelligence печели титлите на 19 август 2005, но титлите им са отнети без причина същия ден.
През 2006 Моксли започва да се бие за HWA световната титла. Създава отбор, наречен Бандата, който в течение на времето събира кечисти като Сами Калахан, Дик Рик, Ерик Дарксайд и Пепър Паркс. На 9 май 2006 той побеждава Пепър Паркс, с което печели HWA световната титла, и я задържа за повече от четири месеца, докато не я губи от Чад Коуър на 12 септември. Москли си връща HWA световната титла на 30 декември, след като побеждава Брайън Дженингс, Джей Ти Стар и Мат Страйкър във фатална четворка. Три дена по-късно, на 2 януари 2007, той губи титлата от Брайън Дженингс.
Моксли се завръща в отборната дивизия, когато се съюзява с бившия си треньор Коуди Ястреба. На 12 юни 2007 Моксли и Ястреба побеждават Так и Тарек Легендите, за да спечелят HWA Отборните титли. Моксли и Ястреба задържат титлите само за четири дена, когато Андре Харт и Ричард Филипс, известни като GP Кода, ги побеждават за титлите. Моксли продължи да работи в отборната дивизия през останалата част от 2007 до ранната 2010 г. През 2009 г. Моксли се съюзява с връга си Крал Ву в отбор, познаван като Кралско Насилие. Те печелят HWA Отборните титли два пъти, докато са съотборници. Първият път, когато спечелват титлата, е на 14 октомври, когато побеждават Kosher Klub. Те задържат титлите до 2 декември, когато са победени от The Irish Airborne (Дейв и Джейк Крист). След две седмици Кралско насилие си връщат HWA Отборните титли, след като побеждават Irish Airborne на 19 декември.
Докато все още е една част от HWA Отборните шампиони с Крал Ву, Моксли печели HWA Световната титла за трети път на 6 януари 2010, той успешно кешна своя „Избери своята жертва“ мач за титла срещу Арън Уилиъмс, Крал Ву тогава се обърна срещу Моксли, като им коства HWA Отборните титли. На 24 февруари г. Noble Bloods побеждават Кралско насилие за титлите. На 14 юли Моксли губи HWA Световната титла от Джеръми Филипс.

#### Insanity Pro Wrestling (2007 – 2011)
След като Моксли успешно запазва IPW Световната титла в тежка категория срещу Арън Уйлиъмс на IPW „Desperate Measures“ на 5 юни 2010, Джими Джейкъбс атакува Моксли, така коства цялата съблекалня да излезе, за да ги разтърве Моксли се чуди защо Джейкъбс го напада, тогава двамата имат война на думи по между си в съблекалнята. На 21 август, на 9. Годишнина на IPW на Reign of the Insane, Моксли побеждава Джейкъбс, за да си запази IPW Световната титла в тежка категория. На 2 октомври на Shocktoberfest Моксли побеждава Дрейк Йънгър в три кръга на лудост мач, за да си запази IPW световната титла в тежка категория. На 1 януари 2011 на Showdown In Naptown Моксли загубва IPW световната титла в тежка категория от Джими Джейкъбс в мач с кучешка верига поради спиране на мача от рефера.

#### Combat Zone Wrestling (2009 – 2011)
На 6 юни 2009 г. Моксли е част от Турнира на Смъртта в Combat Zone Wrestling (CZW) в първия рунд, Моксли побеждава Брейн Демидж в мач на смъртта, но губи от Ник Гейдж в тройна заплаха феновете носят оръжията мач, в който също участва Скоти Вортекс в полуфинала. На 29 октомври 2009, г. Моксли участва в друг Турнир на Смъртта, в първия рунд той се изправя срещу Габарчето Джак в Четири Корнера на Забавата мач с Кучешка верига, който загубва.
На 11-ата годишнина на CZW на 12 февруари 2010 г. Моксли побеждава Б Бой, с което печели CZW световната титла в тежка категория. На 8 август Моксли губи CZW световната титла в тежка категория от Ник Гейдж в тройна заплаха на насилието, в която участва и Дрейк Йънгър. На 14 август Моксли си връща CZW световната титла в тежка категория от Гейдж в тройна заплаха, в която също участва Еготистико Фантастико. На 12-ата годишнина на CZW на 12 февруари 2011 г. Мокслиагуби CZW световната титла в тежка категория от Робърт Антъний.

#### Dragon Gate USA (2009 – 2011)
Моксли започва да работи за Dragon Gate USA (DGUSA) през 2009 г. и на 28 ноември побеждава Б Бой чрез предаване. Моксли продължава да работи за Dragon Gate USA и през 2010 г. и на 23 януари побеждава Дарън Корбин. По-късно тази нощ той напада Лейси, докато Томи Дриймър не я спасява. Моксли тогава се съюзява с Брайън Кендрик на 26 март в мач срещу Пол Лондон и Джими Джейкъбс който Моксли и Кендрик спечелиха. След мача Кендрик и Лондон тръшнаха Моксли през маса. На 27 март, Моксли направи своя дебют в турнир на Dragon Gate USA във Финикс, Аризона като се изправя срещу Дриймър в хардкор мач на Mercury Rising, който Моксли печели. На 8 май на турнира Uprising Моксли претърпява травма, където лявото му зърно почти е откъснато по време на мач с Джими Джйкъбс.
На Freedom Fight на 7 януари 2011 г. Моксли и Акира Тозала са победени от Убийеца и Би Ейч Би Хълк в отборен мач.

#### Ring of Honor (2007)
Моксли участва в два мача за Ring of Honor през 2007 г. На 23 февруари Моксли се съюзява с Алекс Пайн в мач, който губят срещу Боби Депси и Рет Тайтъс. На 22 юни Моксли губи от Мич Франклин.

#### Full Impact Pro (2010)
В Full Impact Pro на Southern Stampede на 17 април 2010 г. Моксли побеждава Родерик Стронг, за да спечели овакантената FIP Световна титла в тежка категория. На 7 август на Cage Of Pain 3 Моксли побеждава Брус Санти, за да запази титлата.

#### Evolve (2010 – 2011)
Моксли прави своя Evolve дебют на Evolve 3: Rise or Fall на 1 май 2010, като губи от Дрейк Йънгър. На 23 юли Моксли се изправя срещу Броуди Лий в мач, който свършва с двойна дисквалификация на Evolve 4: Даниелсън срещу Фиш. На Evolve 6: Ариес срещу Тайлър на 10 ноември 2010 г. Моксли побеждава Убийеца в мач без дисквалификации. На 19 април 2011 г. Моксли се бие в своя последен мач, който губи срещу Остин Ариес. Това поставя неговия Evolve рекорд на 1–2–1.

#### Jersey All Pro Wrestling (2010 – 2011)
Той прави своя Jersey All Pro Wrestling (JAPW) дебют на 23 октомври 2010 г. на Halloween Hell, където побеждава Девън Мор. На 5 февруари 2011 г. JAPW дебютира в Северна Река Ню Джърси. На шоуто Моксли става най-новия член на United States Death Machine.

### Световна Федерация по Кеч (2011 – 2019)

#### Florida Championship Wrestling (2011 – 2012)
На 4 април 2011 г. е обявено, че Гуд е подписал договор със Световната федерация по кеч и Dragon Gate USA го освобожават от компанията. Гуд преди се е появявал в компанията като Джон Моксли на 20 януари 2006, когато се съюзява с Брад Атитуд срещу МНМ, но губят. На 27 май 2011 г. той се присъединява към еволюционата територия на Световната федерация Florida Championship Wrestling (FCW), под името Дийн Амброуз.
Амброуз прави своя дебют на 3 юли, където предизвика Сет Ролинс. Амброуз и Ролинс имаха своя пръв мач за FCW 15 Титлата в 15-минутен железен мъж мач на 14 август, мачът свърши без победител, тъй като никой не успя да тушира другия, така Ролинс си запази титлата. Две седмици по-късно те се биха в 20-минутен реванш, който също свърши 0 – 0. На 18 септември те се биха в 30-минутен реванш за титлата който свърши 2 – 2 мачът беше продължен и Ролинс успя да тушира Амброуз, за да спечели мача 3 – 2. Амброуз най-накрая победи Ролинс в мач без титлата да е заложена в първия рунд на Супер Осем Турнира, за да короноват новия FCW Флорида Световен шампион. Както и да е, Амброуз не успя да спечели титлата във финала на турнира, където Лео Кругър спечели фаталната четворка. Амброуз също коства FCW 15 титлата на Ролинс като атакува Деймиън Сендау по време на мача за титлата с Ролинс така коства дисквалификация. Амброуз тогава не успя да победи Сендау за FCW 15 титлата, преди Леакий да победи Амброуз и Ролинс в троина заплаха, за да определят новия номер едно претендент за FCW Флорида световната титла.
На 21 октомври, Амброуз предизвика Си Ем Пънк на мач, Пънк прие и победи Амброуз. Амброуз атакува зад гърба Уилям Ригъл това направи мач между двамата на 6 ноември, където Ригъл тушира Амброуз, за да спечели мача. След загубата му от Ригъл, Амброуз стана обсебен от това да иска реванш и често копираше Ригъл като използваше завършващите хватки на Ригъл, за да печели мачове.
На Кеч Мания 28, Амброуз има разговор с хардкор ветерана Мик Фоли, където твърди, че Фоли трябва да бъде задържан, задето води Генерация към заблуда. Амброуз продължи своето вербално насилие срещу Фоли чрез Туитър. И Световната федерация реагира, като изпрати Амброуз у дома. Амброуз предизвика стария си враг Сет Ролинс за FCW Флорида световната титла на 24 юни, но Ролинс го победи. Амброуз най-накрая получи реванша с Уилям Ригъл в последния епизод на FCW на 15 юли, който свърши без победител когато Амброуз удари главата на Ригъл с коляно в уптегача и Ригъл започна да кърви от ухото. След мача Ригъл аплодира Амброуз и позволи на Амброуз да го удари с Коляно в Главата. След това FCW съблекалнята разтърва Амброуз от поваления Ригъл докато коментаторите се питаха дали Ригъл ще може да се бие отново.

#### Щит (2012 – 2014)
Амброуз направи своя дебют в главния ростер на 18 ноември 2012, на турнира Сървайвър заедно с Роман Рейнс и Сет Ролинс, те нападнаха Райбак по време на тройна заплаха за Титлата на Федерацията, така позволиха на Си Ем Пънк да тушира Джон Сина и да си запази титлата. Триото се наименува като Щит и казваха, че се бият срещу неправдата. Те противоречаха, че работят за Пънк, но преждевременно излизаха от публиката и атакуваха враговете на Пънк включително Райбак и Отборните шампиони на Федерацията Отбор Адското Не (Кейн и Даниел Брайън). Това доведе до отборен мач между шестима с Маси, Стълби и Столове за турнира МСС: Маси, Стълби и Столове, където Амброуз, Рейнс и Ролинс победиха Отбор Адското Не и Райбак в дебютиращия си мач. Щит продължиха да помагат на Пънк и след МСС, включително Първична Сила и Кралски Грохот през януари 2013. Нощта след Кралски грохот е показано видео, където Пънк и мениджърът му Пол Хеимън плащат на Щит и Брад Мадокс, за да работят за тях. Щит тогава тихо приключи съюза си с Пънк докато връждата им с Джон Сина, Райбак и Шеймъс доведе до шесторен отборен мач на 17 февруари на Клетка за елиминация, където Щит спечелват. Щит имаха своя пръв мач в Първична Сила на следващата нощ, където победиха Крис Джерико, Райбак и Шеймъс. Те продължиха връждата си с Шеймъс, който сключи съюз с Ренди Ортън и Грамадата, и на Кеч Мания 29, Щит победиха триото в първия си мач на Кеч Мания. На следващата нощ в Първична Сила, Щит се опитаха да нападнат Гробаря, но бяха спрени от Отбор Адското Не. Това направи отборен мач между шестима на 22 април в Първична Сила, където Щит победиха. Четири дена по-късно в Разбиване, Амброуз направи своя самостоятелен дебют срещу Гробаря, но загуби чрез предаване, след това Щит нападнаха Гробаря и му направиха тройна бомба през коментаторската маса. На 29 април в Първична Сила, Щит победиха Отбор Адското Не и шампиона на Федерацията Джон Сина в отборен мач между шестима. По-късно същата седмица, Амброуз направи своята първа самостоятелна победа като победи Кейн в самостоятелен мач в Разбиване.

### АЕW(2019 – настояще)
В началото на 2019 г. Дийн Амброуз отказва да подпише нов 5-годишен договор със Световната федерация по кеч и преминава в чисто новата кеч компания AEW. След множество спекулации, той прави своя дебют на турнира Двойно или Нищо със стария си гимик на Джон Моксли на 5 май 2019.

### New Japan Pro-Wrestling(2019 – настояще)
След седмици на промота от страна на японската кеч федерация за мистериозния противник на Джуси Робинсън се появява Моксли. Той се изправя в мач за титлата на щатите и я печели.

### Завръщане на инди сцената (2019 – настояще)
Моксли прави своя дебют в Notheast Wrestling (NEW) на 14 юни, побеждавайки Дарби Айлин от AEW. Същата вечер той откликва на предизвикателството, отправено от КазХиксЛ, познат като Големия Каз от WWE.

## В Кеча

### Завършващи хватки

#### Като Дийн Амброуз
- Мръсната работа
- Специално за през нощта – FCW
- Arm trap cross-legged STF – FCW
- Коляно в ГЛАВАТА – FCW

#### Като Джон Моксли
- Ар Кей О
- Кука и стълба
- Моксисити
- Вертикален суплекс Де Де Те

### Ключови хватки

#### Като Дийн Амброуз
- Кука и стълба
- Лакат върху изправен опонент, понякога извън ринга
- Поваляне, последвано от удари по лицето
- Суперплекс
- Коляно в стомаха, като контра на засилващ се опонент
- Саблен удар, със засилване от въжетата
- Странична преса
- Магарешки падащ лист на опонент до въжетата
- Де Де Те
- Лакат в сърцето
- Торнадо Де Де Те

#### Като Джон Моксли
- Приспивателно
- Захват на ръката
- Камък
- Де Де Те
- Суперплекс
- Вертикален суплекс бомба

### Мениджъри
- Кристина Вон Зловещата
- Джеймс Елсуърт
- Роуман Рейнс
- Сет Ролинс
- Трина Микалс

### Отбори
- Necessary Roughness – с Джими Търнър
- Heartland Foundation – с Рик Бърн
- Бандата – с Сами Калахан, Дик Рик, Ерик Дарксаид и Пепър Паркс
- Сличблейд Конспирацията – с Сами Калахан
- Кралско Насилие – с Крал Ву
- Камиказе САЩ – с Шинго, Ямато и Акира Тозала
- Щит – с Роман Рейнс и Сет Ролинс

### Прякори
- Лунатика
- Уличното Куче
- Най-опасният Мъж в HWA
- Пича
- Железният човек на Световната Федерация

### Интро песни

#### Като Джон Моксли
- Trip Like I Do от Filter & The Crystal Method (Elite Pro 2009)
- My Own Summer (Shove it) от Deftones (CZW 2009)
- Shitlist от L7 (CZW 2009 – 2011)
- Institutionalized от Suicidal Tendencies (HWA 2009)
- Space Dementia от Muse (Като част от Сличблейд Конспирацията)
- Till I Collapse от Eminem (IWA 2009 – 2010)
- Immigrant Song от Led Zeppelin (IPW 2007 – 2011)
- Behind You от Shyko (HWA 2006 – 2010)
- Bulls On Parade от Rage Against The Machine (HWA 2008)
- Hybrid Moments от Misfits (CHIKARA 2006)
- Seagulls Of Rhinosaurus Bay Part II от Foxy Shazam (Като част от Сличблейд Конспирацията)
- Rocket Skates от Deftones (CZW, HWA 2010)
- Come As You Are от Nirvana (ICW)
- Over Time In A Shark Cage от Hellmouth (DGUSA 2010 – 2011)

#### Като Дийн Амброуз
- Tomb It May Concern (FCW 2011)
- Terminal Woman (FCW 2011 – 2012)
- Broken Bones (FCW 2012)
- Special Op от Джим Джонстън
- Retaliation от CFO$

## Титли и постижения
- Combat Zone Wrestling
  - Световен шампион в тежка категория на CZW (2 пъти)

- Full Impact Pro
  - Световен шампион в тежка категория на FIP (1 път)

- Heartland Wrestling Association
  - Световен шампион на HWA (3 пъти)
  - Отборен шампион на HWA (5 пъти) – с Джими Търнър (1), Рик Бърн (1), Коуди Ястреба (1) и Крал Ву (2)
  - Атака на Триото (2009) – с Дийн Джаблонски и Дик Рик

- Insanity Pro Wrestling
  - Световен шампион в тежка категория на IPW (2 пъти)
  - Полу-Американски шампион на IPW (1 път)

- International Wrestling Association
  - Световен Отборен шампион на IWA (1 път) – с Хейд Винсент

- Mad-Pro Wrestling
  - Световен шампион на MPW (1 път)
  - Отборен шампион на MPW (1 път) – с Дъстин Рейс

- Pro Wrestling Illustrated
  - Вражда на Годината (2014) срещу Сет Ролинс
  - Най-популярен Кечист на Годината (2014, 2015)

- Westside Xtreme Wrestling
  - Световен Отборен шампион на wXw (1 път) – с Сами Калахан

- Световна федерация по кеч (WWE)
- Интерконтинентален шампион (2 пъти)
- Отборен шампион на Първична сила (2 пъти) – с Сет Ролинс
- Шампион на Съединените щати (1 път)
- Световен шампион в тежка категория на Федерацията (1 път)
- Г-н Договора в Куфарчето (2016)
- 27-и Троен шампион на Короната
- Осми шампион Гранд Слами
- Награди слами (5 пъти)
  - Бърза звезда на годината (2013, 2014) 2013 Награда, споделена с Щит
  - Фракция на годината (2013, 2014) с Сет Ролинс и Роуман Рейнс като Щит
  - Хаштаг на годината (2013) – #Вярвай в щита с Сет Ролинс и Роуман Рейнс като Щит

- All Elite Wrestling (AEW)
- Световен шампион (3 пъти)